# Томас Бролин
Пер Томас Бролин (швед. Per Tomas Brolin) је бивши шведски професионални фудбалер, репрезентативац, који је играо на позицијама нападача и везног играча.

## Играчка каријера

### Клубови
Бролин је каријеру започео у шведском четвртолигашу Несвикенс ИК 1984. године, где је постигао 10 голова у 36 мечева. ГИФ Сундсвал је 1987. године потписао уговор са тада 18-годишњим нападачем. Дебитовао је у првом тиму у мечу против ИФ Елфсборга. Након тога, након три лигашке сезоне, на кратко се придружио тиму ИФК Норчепинга. Године 1990. потписала га је Парма, која се вратила у Серију А. У својој првој сезони постигао је 7 голова. Освојили су Куп Италије у сезони 1991-92. Годину дана касније, освојили су Куп победника купова Европе 1992-93 и УЕФА Суперкуп 1993. године.
За Лидс Јунајтед је потписао 1995. године, али су му повреде додатно закомпликовале ситуацију и наступио је на само 20 мечева. Два пута је био позајмљен, прво у Цирих, а затим у Парму. Године 1998. придружио се Кристал паласу, али ни тамо није могао да остави трајни утисак и убрзо се вратио кући у Шведску. Његова последња станица био је тим Худиксвалса. Играо је у једном мечу и повукао се 1998. са 29 година.
На клупском нивоу, имао је успешан период са А.Ц. Пармом током раних 1990-их, освојивши Куп Италије 1992, Куп победника купова 1993, УЕФА Суперкуп 1993 и Куп УЕФА 1995. Такође је играо за више клубова као што су Несвикенс ИК, ГИФ Сундсвал, ИФК Норчепинг, Лидс, ФК Цирих, Кристал Палас и Худиксвал АБК током каријере која је трајала између 1984. и 1998. године.

### Репрезентација
Играо је за репрезентацију Шведске у периоду између 1990. и 1995. године, Бролин је освојио 47 утакмица и постигао 27 голова за репрезентацију Шведске и био је члан тима који је освојио треће место на Светском првенству у фудбалу 1994. године. Такође је био члан репрезентација Шведске које су се такмичиле на Светском првенству 1990., Европском првенству УЕФА 1992. и Летњим олимпијским играма 1992. године. Био је 1990. и 1994. године добитник Гулдболена као најбољи шведски фудбалер године.
Тринаест дана пре свог 25. рођендана у новембру 1994. на утакмици квалификација за Европско првенство, сломио је кост у стопалу што је довело до тога да буде 5 месеци ван фудбала. Након повратка из те повреде није био у стању да пружи врхунац перформанси који је имао пре повреде. Након борбе са формом, повредама и тежином, повукао се као фудбалер са 28 година.

## Достигнућа
Парма
- Куп победника купова у фудбалу: победник 1992/93
- УЕФА Лига Европе: победник 1994/95
- УЕФА суперкуп: победник 1993.
- Куп Италије у фудбалу: победник 1991/92

Лидс јунајтед
- Лига куп Енглеске у фудбалу финалиста: 1995/96.[9]

Репрезентација Шведске
- Светско првенство у фудбалу треће место: 1994

Индивидуално
- Гулдболен: Шведски фудбалер године 1990, 1994.[10]
- Златна копачка ЕП: 1992[10]
- Најбољих 11 на СП 1994: 1994
- Златна лопта четврто место: 1994